# Zombie Panic in Wonderland
Zombie Panic in Wonderland (ゾンビ イン ワンダーランド Zombie in Wonderland?) es un videojuego de acción en tercera persona para la consola Wii.

## Detalles
Creado en España en 2007 por la empresa valenciana de videojuegos Nihon Falcom.

Su primera publicación fue realizada en Japón el 16 de marzo del mismo año, por la empresa japonesa Marvelous Entertainment.

Seguidamente se publicó en Europa y en Estados Unidos el 9 de abril y el 3 de mayo respectivamente.

## Historia
Un egocéntrico príncipe, para lograr ser el centro de atención, crea por error un mágico perfume que hace que todo el que lo huela se convierta en zombi. 
Personajes de cuentos populares occidentales y orientales como Blancanieves, Momotaro, Alicia, Dorothy o Caperucita, deberán acabar con todos los "zombis amorosos" que inundan el mundo de los cuentos de hadas, y resolver el misterio del príncipe Azul y sus "enanitos fragantes", antes de que sea demasiado tarde.

## Recepción

### Japón
El juego ha sido muy bien acogido en Japón, llegando al primer puesto en el ranking de ventas de WiiWare, por encima de Mega Man 10 (Capcom) y Pokémon (Nintendo).
En la revista Famitsu del 1 de diciembre de 2007, tuvo un reportaje a doble página donde le fue otorgado el distintivo "GJ!" (Good Job!) es decir, un buen trabajo. 
También ha aparecido en otras revistas japonesas como Nintendo Dream vol. 193 y Dengeki Games vol. 6.
En todos los reportajes y comentarios de los usuarios, siempre se hace especial mención al sorprendente acabado "japonés" de todos los aspectos del videojuego.

El éxito ha sido tan grande en Japón que por petición de la productora cinematográfica de George Romero, el 28 de mayo comenzó un tie in de Zombie Panic in Wonderland junto a su nueva película Survival of the Dead. Esta propaganda conjunta consistió en la distribución de pósteres, salvapantallas y relojes para móviles con parodias cruzadas de ambos productos.

### Europa
Antes de su lanzamiento, fue presentado en el Nintendo Media Summit 2009 de Londres como uno de los títulos WiiWare más prometedores, y calificado como el mejor juego WiiWare por la revista oficial de Nintendo, Nintendo Acción.

En tan solo unas horas tras su lanzamiento, el videojuego llegó al primer puesto de los rankings europeos de popularidad de WiiWare.

Ha conseguido buenas notas en los análisis de las principales páginas web especializadas de Europa, donde se ha valorado mucho tanto su adictiva jugabilidad, como sus apartados artístico y técnico.
La valoración de los usuarios seguidores del género de acción en los comentarios de las revisiones es incluso superior.
El videojuego ha tenido una repercusión mediática enorme en España, con entrevistas y reportajes a sus creadores en las principales cadenas de televisión, programas de radio, revistas y periódicos.

### Estados Unidos
El juego ha repetido en Estados Unidos el éxito que tuvo meses antes en Japón y en Europa.